# Saissetia cerei
Saissetia cerei är en insektsart som först beskrevs av Green 1923.  Saissetia cerei ingår i släktet Saissetia och familjen skålsköldlöss. Inga underarter finns listade i Catalogue of Life.